# Type-X (Milrem Robotics)
Type-X ist die Bezeichnung eines Unbemannten Landfahrzeuges des estnischen Herstellers Milrem Robotics, das 2020 vorgestellt wurde.

## Einsatz
Das UGV wird mithilfe von AI und einem Operator, der das Gerät aus der Ferne steuert, betrieben. Sein Design erlaubt die Ausrüstung mit Selbstladewaffen von Kalibern bis zu 50 mm und anderen Waffensystem (Panzerabwehrlenkwaffen, Mörsern etc.).
Da es ein Gewicht von 12 Tonnen nicht überschreiten soll, kann es mittels Fallschirmlandung oder Helikoptertransport in den Einsatzraum gebracht werden, was seinen Einsatz mit Fallschirmtruppen erlaubt.
Die Lockheed Martin C-130J Super Hercules und die Embraer C-390 Millennium können ein, der Airbus A400M zwei und die Boeing C-17 fünf bis sechs Type-X transportieren.

## Datenblatt
- Nutzerstaaten: Estland, Norwegen, Frankreich, USA
- Länge: 600 cm
- Breite: 290 cm
- Höhe: 220 cm
- Antrieb: Elektroantrieb mit Diesel-Generator
- Zuladegewicht: 4.100 kg
- Bodenfreiheit: 50 cm
- Höchstgeschwindigkeit: 80 km/h (Straße), 50 km/h (Gelände)